# Dora (Liban)
Pour les articles homonymes, voir Dora.

Dora (arabe : الدورة) est une banlieue au Nord-Est de la capitale libanaise Beyrouth. Sur le plan administratif elle fait partie du caza du Metn et est administrée par la municipalité de Bourj Hammoud. Sur le plan de l'urbanisme, cette localité comporte des zones commerciales, industrielles et résidentielles.

## Situation démographique
Dora est une localité essentiellement chrétienne, où les fidèles sont de diverses confessions : maronite, grecque-catholique, grecque-orthodoxe et arménienne. De plus un grand nombre de travailleurs arabes (surtout égyptiens, irakiens et syriens) et (sri Lankais) vivent aussi à Dora, vu la disponibilité de logement à prix abordable.

## Hôpitaux
Cette localité abrite l'hôpital Saint-Joseph des Sœurs de la Croix, qui a été fondé en 1952 par le vénérable Père Jacques.

## Institutions religieuses
Il y a de nombreuses églises à Dora, telles que l'Église maronite Saint-Maron, l'Église maronite Saint-Joseph, l'église grecque catholique de l'Institut Notre-Dame de la Paix des Sœurs Basiliennes Choueirites, l'association "Jeunesse Chrétienne" arménienne et l'église Évangélique de l'Emmanuel. C'est le lieu d'un siège titulaire d'évêque.

## Transports
Dora est un lieu de transit pour le transport public et privé (bus, minibus, service et taxis) pour des destinations diverses (Jounieh, Tripoli, etc.)